# مشروع أبولو-سايوز التجريبي

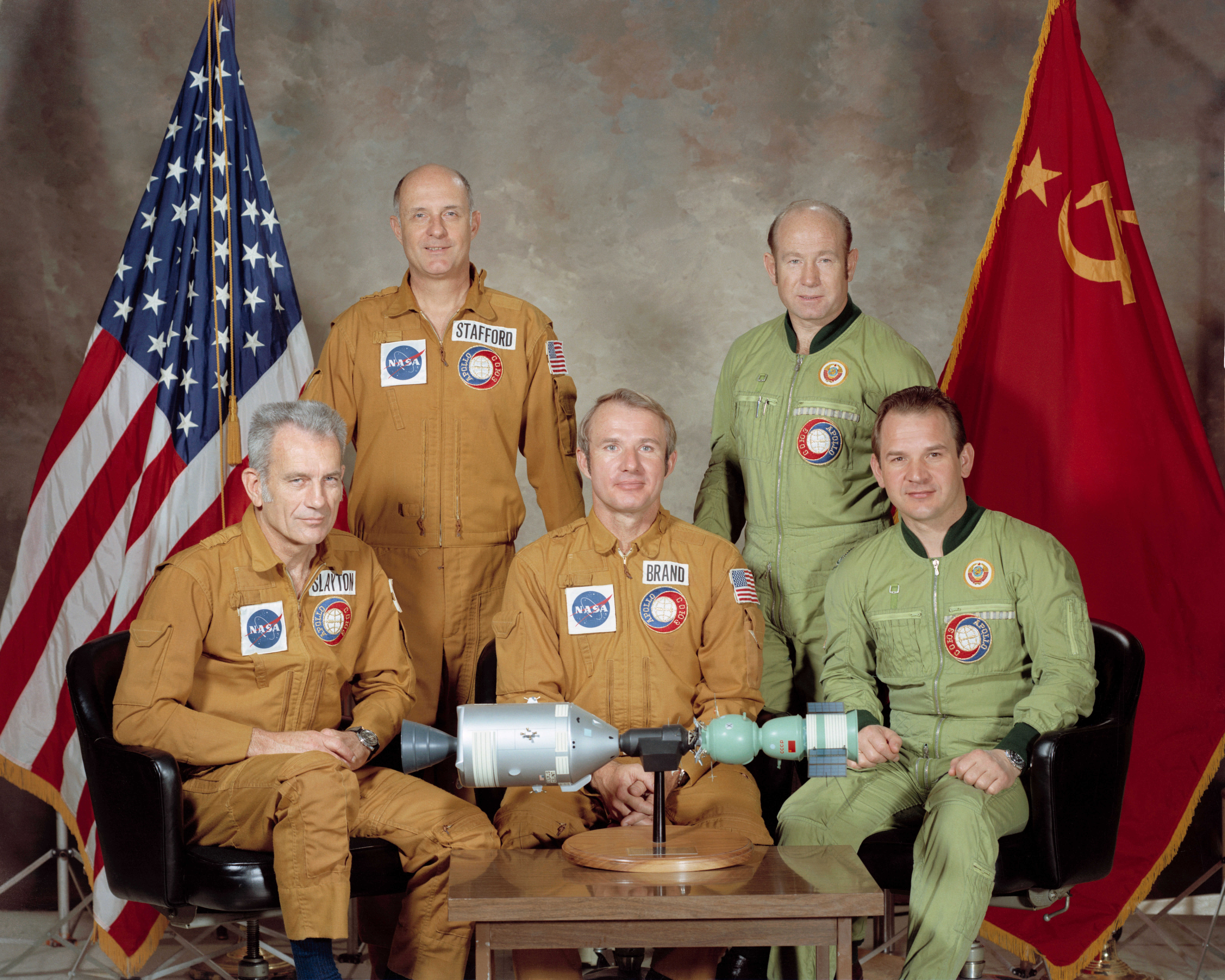
صورة تذكارية لرواد مشروع أبولو سويوز

مشروع أبولو-سويوز التجريبي (يوليو 1975) (بالإنجليزية: Apollo-Soyuz Test Project) (الروسية: Экспериментальный полёт «Аполлон» — «Союз») يقوم على الالتحام بين وحدة القيادة لبرنامج أبولو و مركبة سويوز السوفيتية في مدار حول الأرض. هو أول مشروع فضائي مشترك بين الولايات المتحدة والاتحاد السوفيتي، و كان هذا المشروع هو الأخير لبرنامج أبولو وآخر بعثة مأهولة لناسا قبل استخدام مكوك الفضاء في أبريل 1981.
على الرغم من أن المشروع شمل تجارب علمية عديدة (بما في ذلك دراسة كسوف الشمس و التقاط صور للهالة الشمسية)، وقدم معلومات هندسية مفيدة التي من شأنها أن تمهد لبرنامج محطة الفضاء مير، إلا أن المهمة جاءت رمزية، حيث كان ينظر إليها رمزاً لسياسة الانفراج (الاسترخاء أو تخفيف) بين الولايات المتحدة و الاتحاد السوفيتي لوضع حد للتوتر في سباق الفضاء.

مركبتي أبولو-سويوز ملتحمتين في متحف الطيران والفضاء الوطني

## نظرة تاريخية
كان الغرض والمحفز لمشروع أبوللو سويوز هو الانفراج السياسي بين القوتين العظميين في الحرب الباردة، الولايات المتحدة والاتحاد السوفيتي. قبل هذه المهمة، ظل التوتر عاليًا بين البلدين بينما كانت الولايات المتحدة منخرطة في حرب فيتنام. في تلك الأثناء، كانت الصحافة السوفيتية تنتقد بشدة مهمات أبوللو الفضائية، إذ طبعت عبارة «التدخل العسكري للولايات المتحدة ودمى سايغون في لاوس هو دوس وقح على القانون الدولي» على صورة لإطلاق مهمة أبوللو 14 عام 1971. على الرغم من أن الزعيم السوفيتي نيكيتا خروتشوف جعل سياسة الاتحاد السوفيتي للانفراج رسميةً في عام 1956 في المؤتمر العشرين للحزب الاتحاد السوفيتي الشيوعي، فقد استمر الصراع بين البلدين.
بعد الرحلة المدارية التي قام بها جون جلين عام 1962، أدى تبادل للرسائل بين الرئيس جون كينيدي ورئيس الاتحاد السوفيتي نيكيتا خروتشوف إلى سلسلة من المناقشات بقيادة نائب مدير ناسا هيو درايدن والعالم السوفيتي أناتولي بلاغرافرافوف. أدت محادثاتهما عام 1962 إلى اتفاق درايدن بلاغونرافوف، الذي أصبح رسميًا في أكتوبر من ذلك العام، في نفس الوقت الذي كان فيه البلدان في خضم أزمة الصواريخ الكوبية. أُعلن عن الاتفاقية رسميًا في الأمم المتحدة في 5 ديسمبر 1962. دعت الاتفاقية إلى التعاون في تبادل بيانات الأقمار الصناعية الخاصة بالطقس، ودراسة المجال المغناطيسي للأرض، والتتبع المشترك لقمر المنطاد الصناعي إيكو 2 التابع لناسا. لسوء الحظ، مع اشتداد المنافسة بين الدولتين في الفضاء، انتهت الجهود المبذولة لتحقيق المزيد من التعاون في تلك المرحلة.
بسبب العلاقات المتوترة، كان التعاون الفضائي بين الولايات المتحدة والاتحاد السوفيتي غير محتمل في أوائل السبعينيات. في 7 يونيو 1971، أطلق الاتحاد السوفيتي أول محطة فضائية مدارية مأهولة، ساليوت 1. قبل عدة أشهر من ذلك، أطلقت الولايات المتحدة مهمة أبولو 14، التي كانت ثالث مهمة فضائية مأهولة للهبوط على القمر. قدم كل جانب تغطيةً صغيرة لإنجازات الآخر.
انتقد الجانبان هندسة الطرف الآخر بشدة. صُممت المركبات الفضائية السوفيتية لتكون ذاتية التحكم؛ فقد كان كل من لوناخود 1 ولونا 16 مسبارين قمريين غير مأهولين، وصُممت جميع مركبات سويوز لتقليل أخطار الأخطاء البشرية من خلال تقليل التحكم اليدوي المُتاح لرواد الفضاء أثناء الرحلات الفضائية. على النقيض من ذلك، صُممت مركبات أبوللو ليتحكم بها البشر وتطلبت رواد فضاء مدربين تدريبًا عاليًا. انتقد الاتحاد السوفيتي مركبات أبوللو الفضائية باعتبارها «معقدة للغاية وخطيرة».
كان لدى الأمريكيين أيضًا مخاوفهم الخاصة بشأن المركبات الفضائية السوفيتية. انتقد كريستوفر سي. كرافت، مدير مركز جونسون للفضاء، تصميم مركبة سويوز الفضائية قائلًا: «نحن نعتمد في ناسا على المكونات الزائدة - إذا فشلت إحدى الأدوات أثناء الرحلة، يمكن للطاقم استخدام غيرها لمحاولة مواصلة المهمة. مع ذلك، صُمم كل مكون في سويوز ليكون له وظيفة مُحددة؛ إذا فشل أحدها، سيتوجب على رواد الفضاء الهبوط في أسرع وقت ممكن. اعتمدت مركبة أبوللو أيضًا على قيادة رواد الفضاء إلى حد أكبر بكثير من سويوز». قام المهندسون الأمريكيون والسوفيت بتسوية خلافاتهم عن طريق الاتفاق على إرساء مركبة فضائية أمريكية وسوفيتية في اجتماعات حصلت بين يونيو وديسمبر 1971 في هيوستن وموسكو، بما في ذلك تصميم بيل كريسى لنظام الارتباط الخارجي الخنثوي (إيه بّي إيه إس) بين المركبتين ما يحول دون كون إحداها فعالةً والأخرى غير فعالة.

## معرض صور

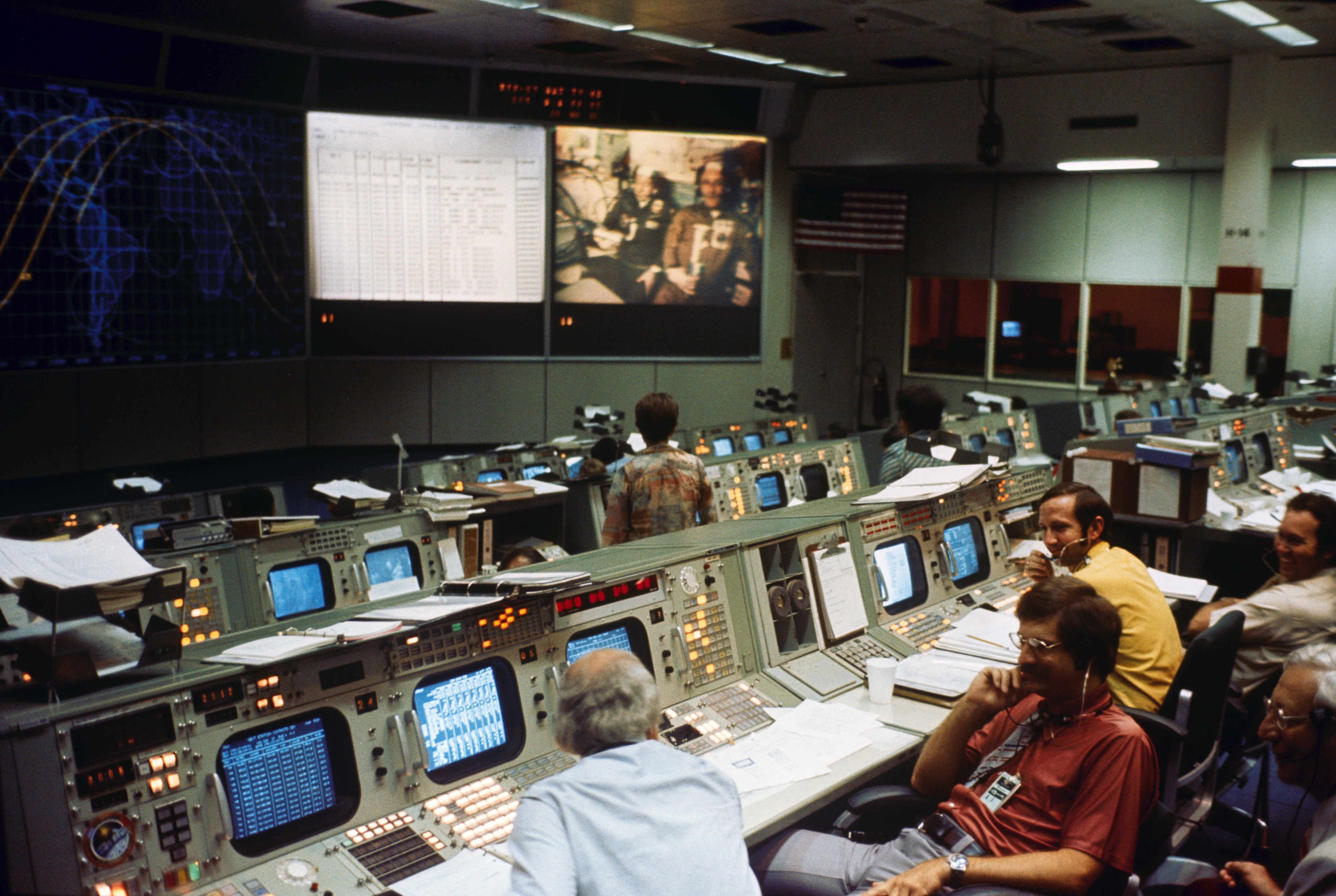
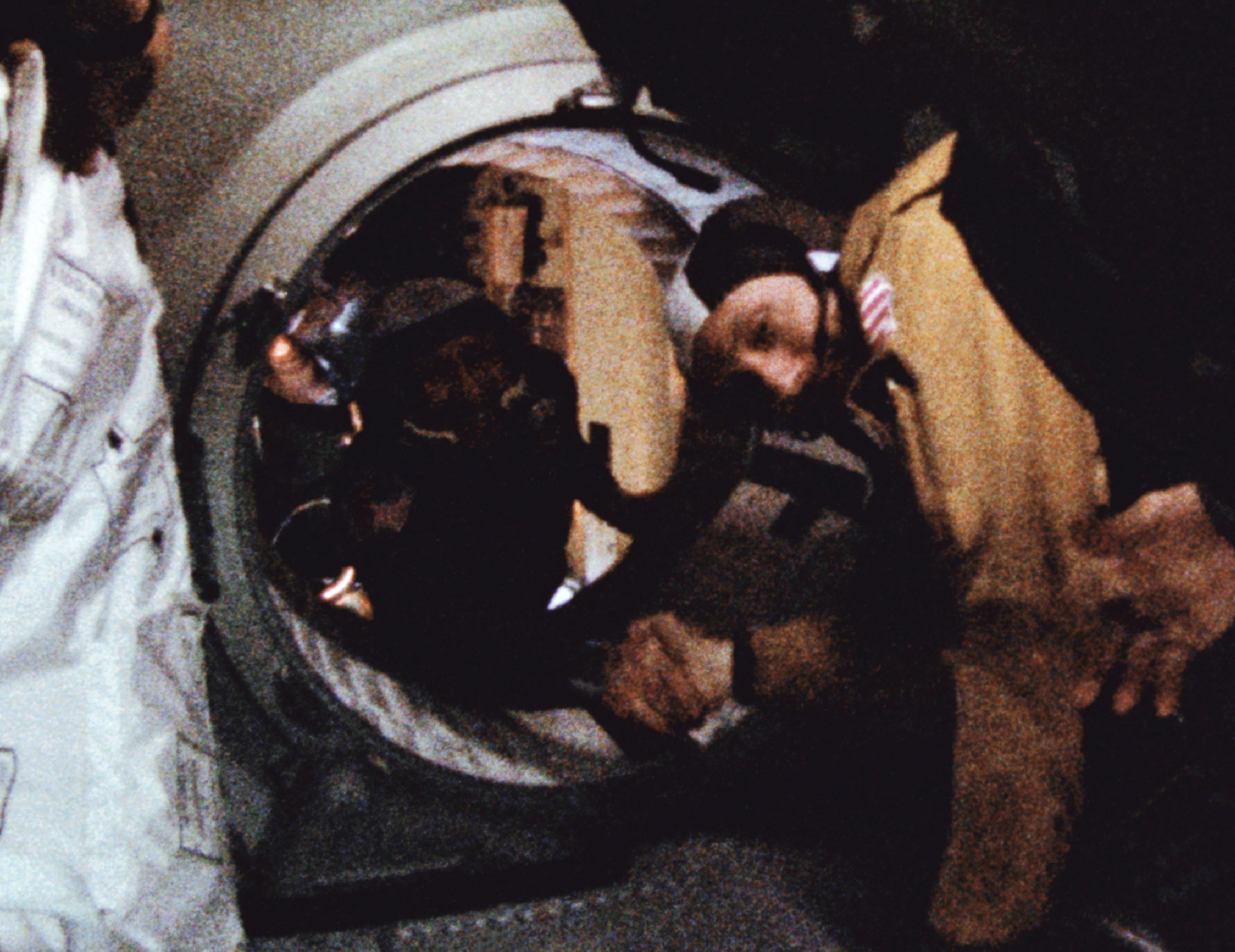
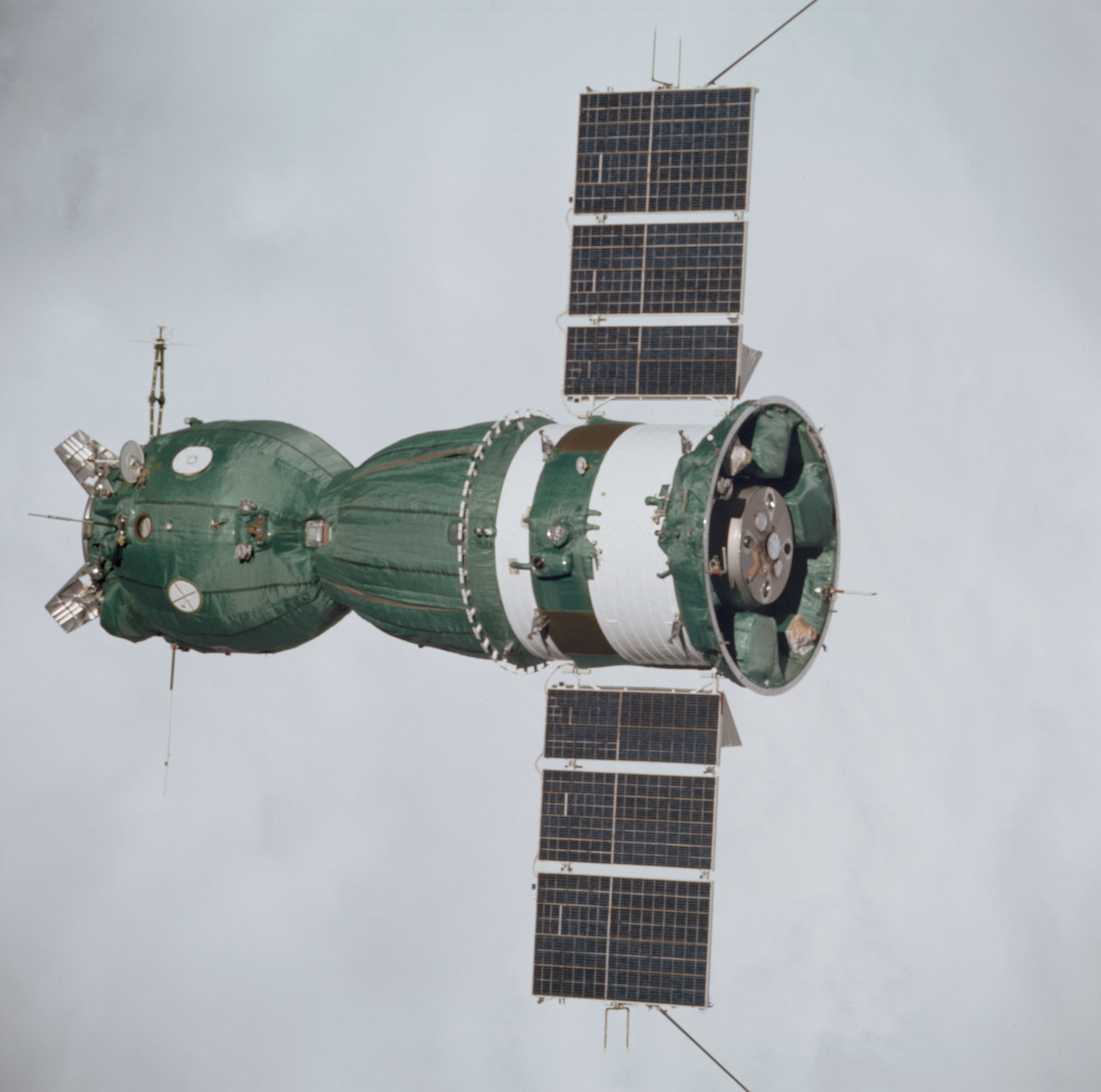
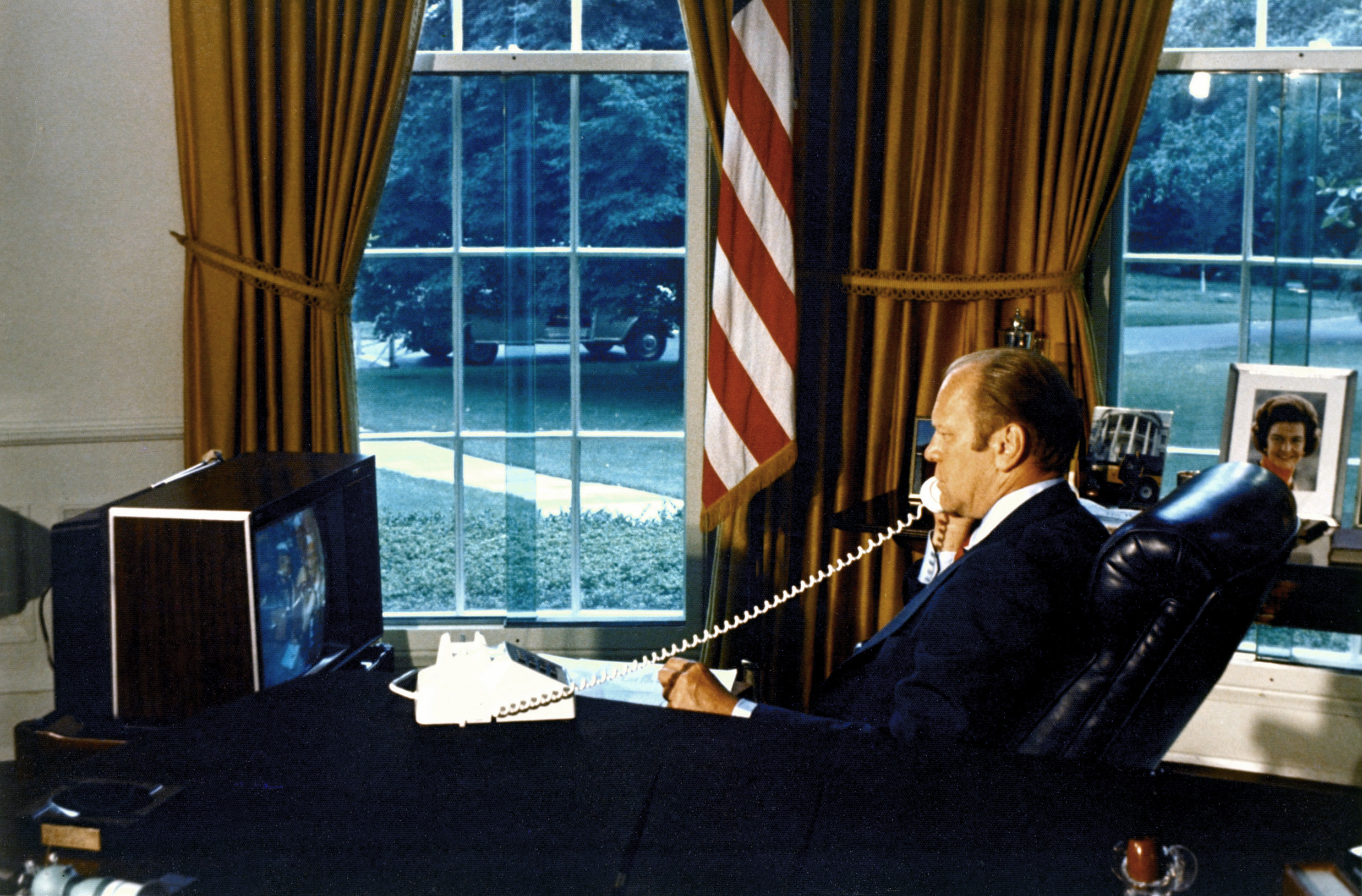
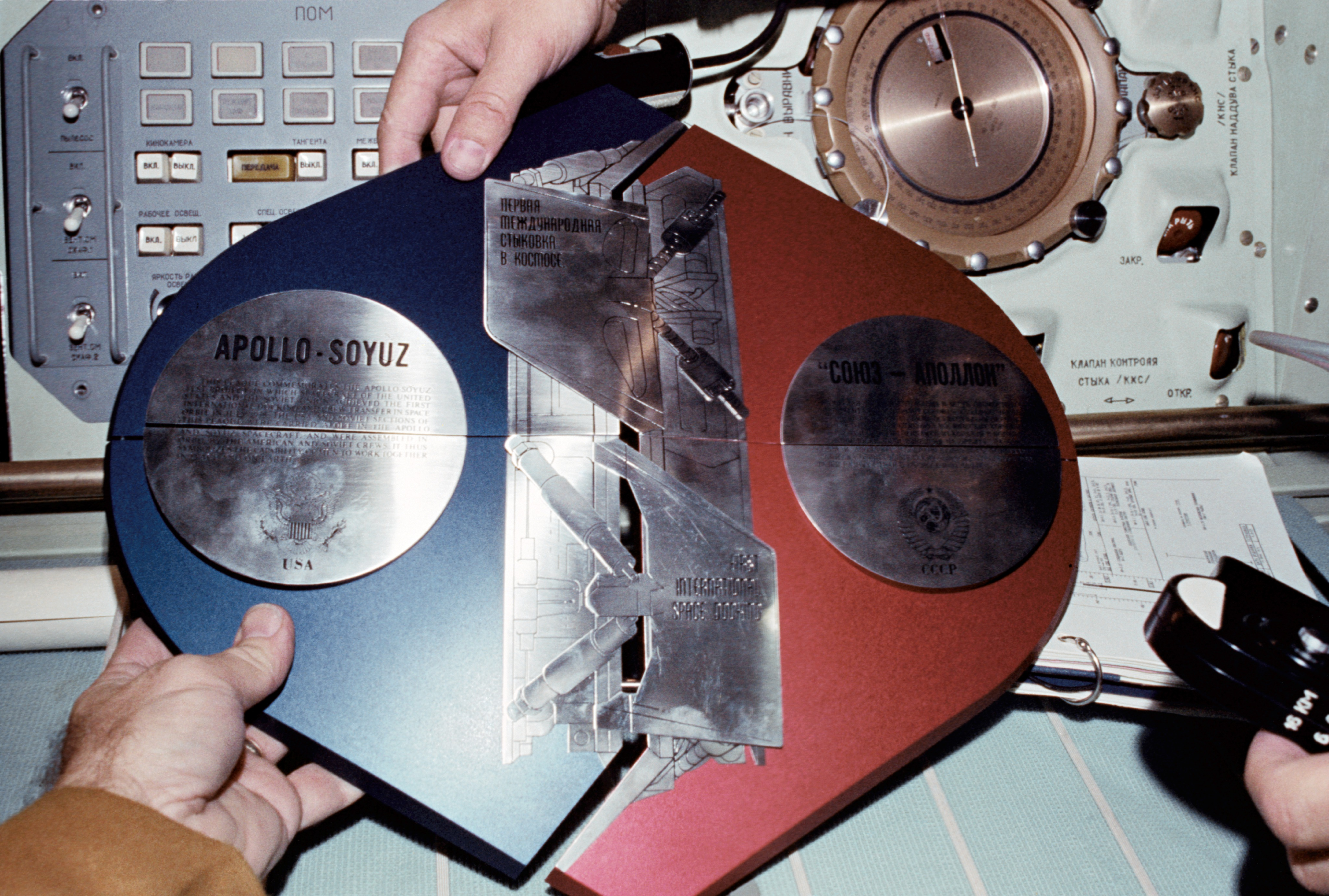